# Chinthe

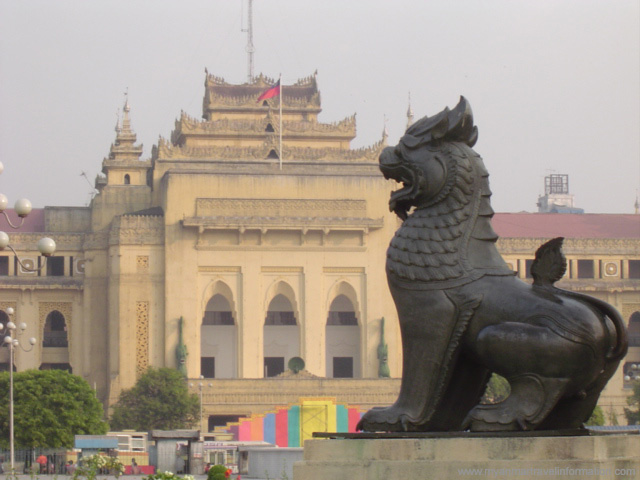
Ein Chinthe flankiert das Unabhängigkeitsdenkmal im Maha Bandula Park, vor dem Rathaus von Yangon.

Der Chinthe (burmesisch: ခြင်္သေ့, IPA: tɕʰɪ̀ɰ̃ðḛ; Mon-Sprache: ဇါဒိသိုၚ်, IPA: cɛ̀atìʔsaŋ; Shan-Sprache: သၢင်ႇသီႈ, IPA: sàːŋ si) ist ein hochstilisierter Leogryph (Löwen-ähnliches Geschöpf), der in der burmesischen Ikonografie und Architektur Myanmars häufig dargestellt wird, insbesondere als Wächterpaar, das die Eingänge der buddhistischen Pagoden und Kyaung (oder buddhistischen Klöstern) flankiert. Der Chinthe ist auf den meisten Geldscheinen des Kyat prominent vertreten. Eine verwandte Kreatur, die Manussiha, wird in Myanmar ebenfalls häufig dargestellt. Im Burmesischen ist chinthe gleichbedeutend mit dem burmesischen Wort für „Löwe“.
Der Chinthe ist mit anderen Leogryphen in der asiatischen Region verwandt, darunter der sing (สิงห์) von Thailand, Kambodscha, Laos und der simha (සිංහ) von Sri Lanka, wo er auf der Sri-Lanka-Rupie prominent vertreten ist. Sie ist auch mit ostasiatischen Leogryphen verwandt, wie den chinesischen Wächterlöwen, den japanischen Komainu-Löwen, den japanischen Shisa-Löwen von Okinawa und den tibetischen Schneelöwen.

## Ursprünge

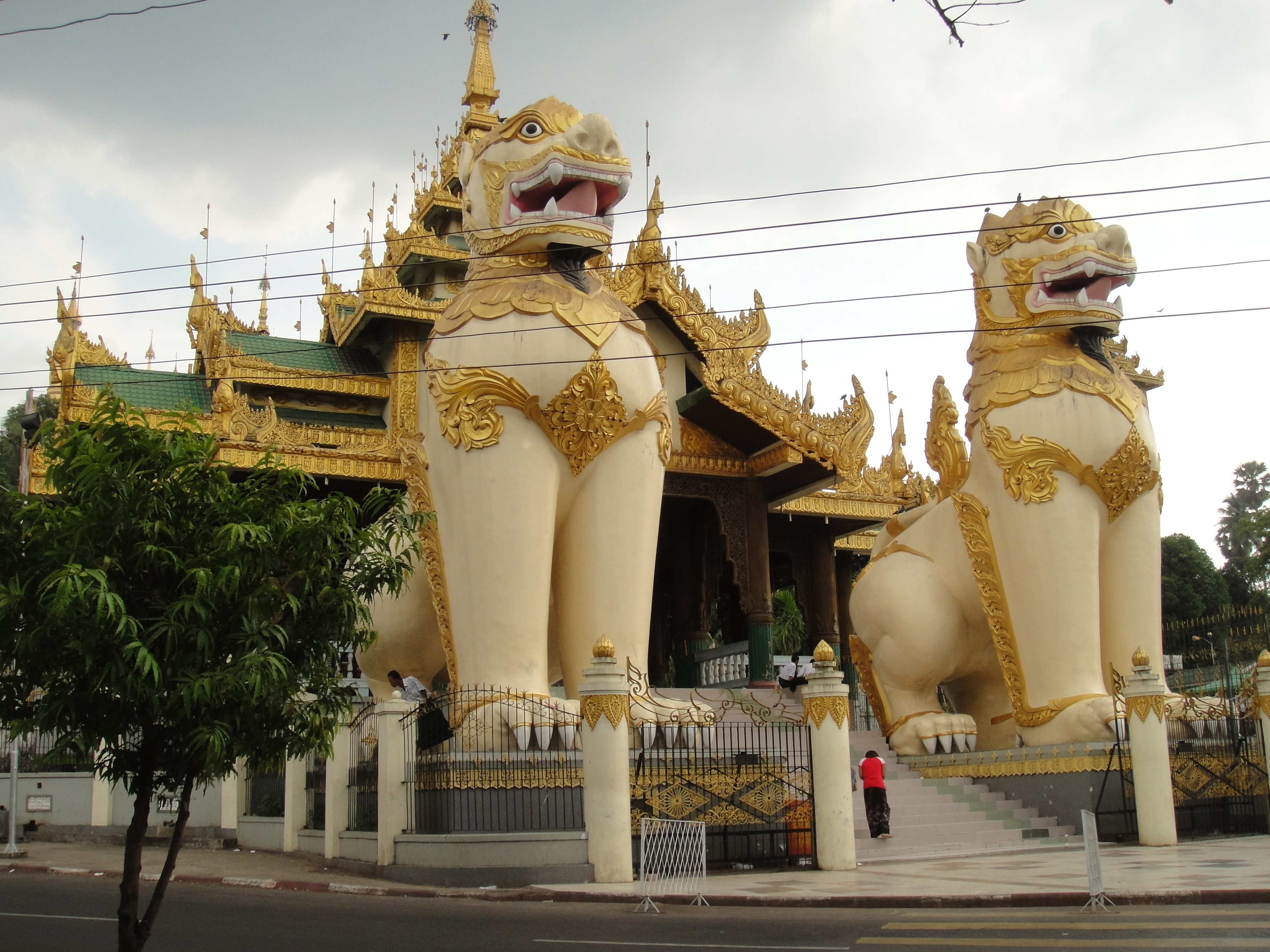
Zwei Chinthe bewachen den Eingang zur Shwedagon-Pagode

Die Geschichte, warum Chinthe die Eingänge von Pagoden und Tempeln bewachen, wird als solches in einer Legende erzählt: Eine Prinzessin bekam einen Sohn durch ihre Heirat mit einem Löwen, verließ aber später den Löwen, der dann wütend wurde und das Land terrorisierte. Der Sohn machte sich auf den Weg, den Löwen zu töten. Als er den Löwen fand, schoss er einen Pfeil auf ihn, aber die unerschütterliche Liebe des Löwen zu seinem Sohn war so groß, dass der Pfeil von der Stirn des Löwen abprallte und zu den Füßen des Jungen auf die Erde fiel. Dies geschah dreimal. Aber dann wurde der Löwe zornig; und als der Junge den vierten Pfeil fliegen ließ, durchbohrte er den Löwen und tötete ihn. So verlor der Löwe sein Leben, weil er seine Selbstbeherrschung verloren hatte und den Zorn in sein Herz eindringen ließ. Der Sohn kam zu seiner Mutter nach Hause zurück und erklärte, er habe den Löwen getötet, und fand dann heraus, dass er seinen eigenen Vater getötet hatte. Der Sohn errichtete später eine Statue des Löwen als Wächter eines Tempels, um für seine Sünde zu büßen.

## In der burmesischen Kultur
Der Chinthe wird symbolisch als Element der burmesischen Ikonographie auf vielen verehrten Objekten verwendet, darunter der palin, die burmesischen Königsthrone und die burmesischen Glocken. Vor der Verwendung von Münzen für Geld wurden üblicherweise Messinggewichte in Form von mythischen Bestien wie dem Chinthe gegossen, um Standardmengen von Gegenständen des täglichen Bedarfs zu messen. Im burmesischen Tierkreiszeichen ist das Chinthe-Zeichen (Löwe) repräsentativ für am Dienstag geborene Personen.

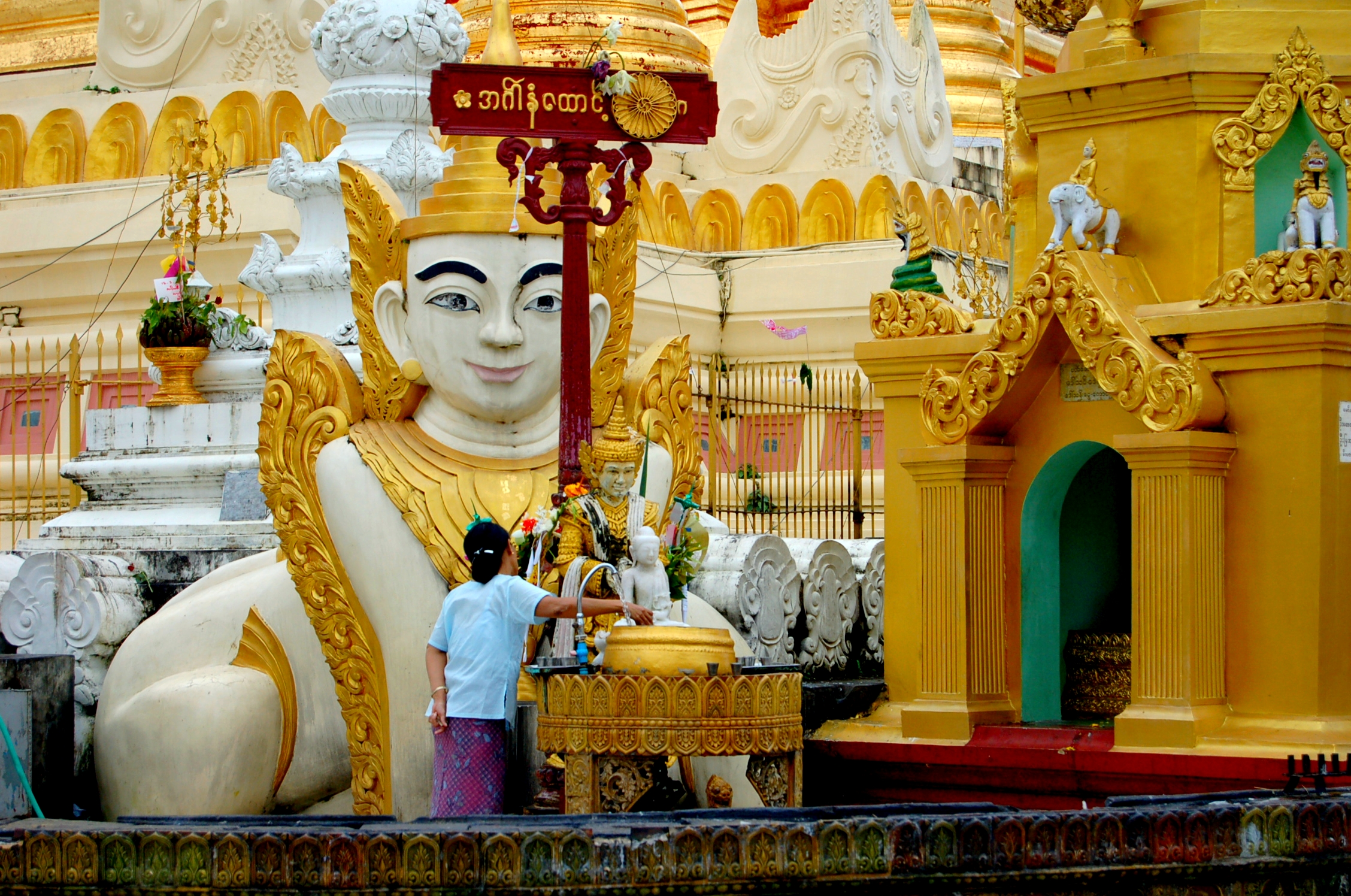
Der mit dem Chinthe verbundene planetarische Posten für Dienstag in der Shwedagon-Pagode. Im Hintergrund steht eine Manussiha-Statue.
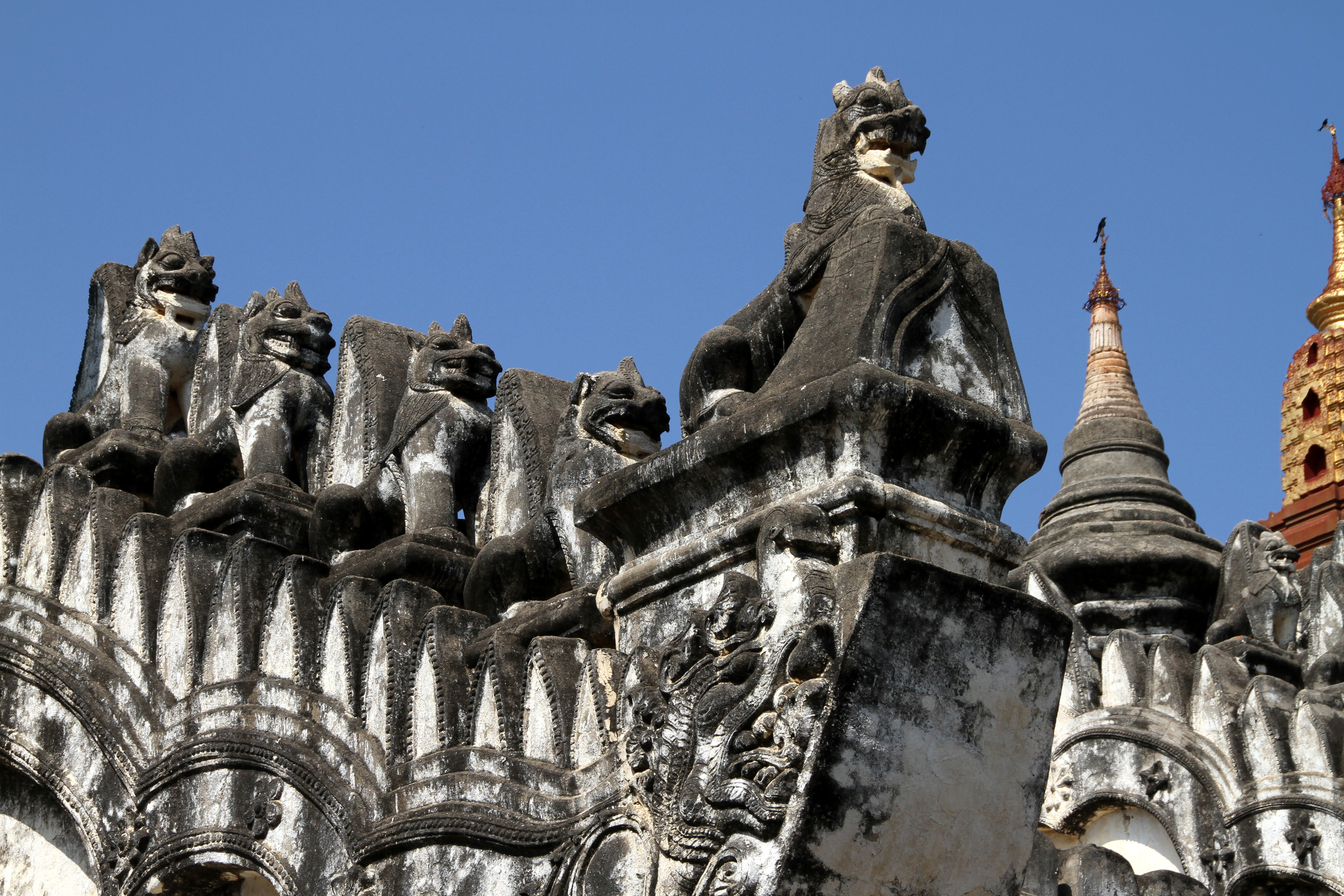
Eine Reihe von Chinthen flankieren das Dach des Ananda-Tempels in Bagan.
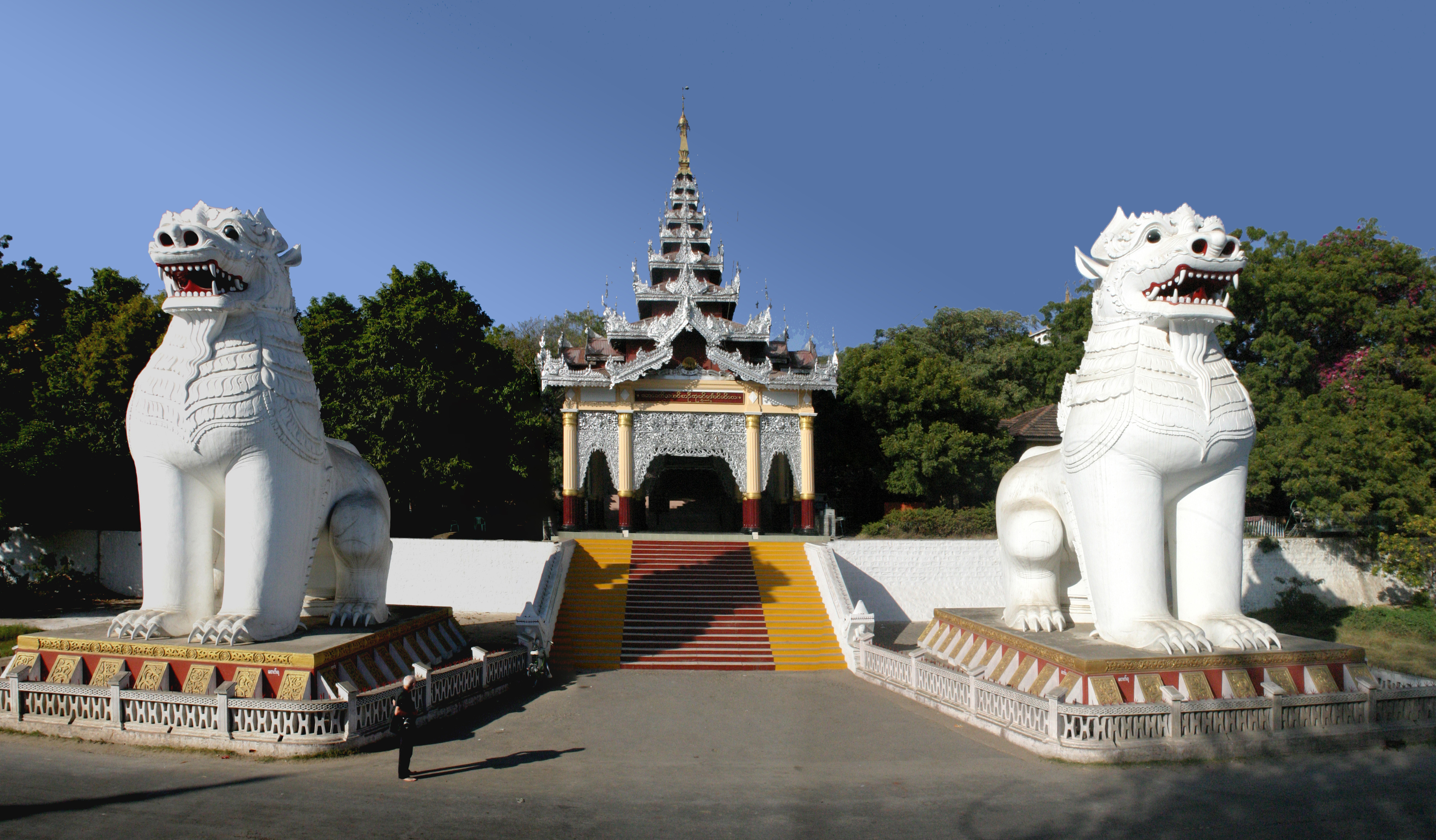
Ein Paar weißgekalkter Chinthe bewacht den Eingang zum Mandalay Hill.
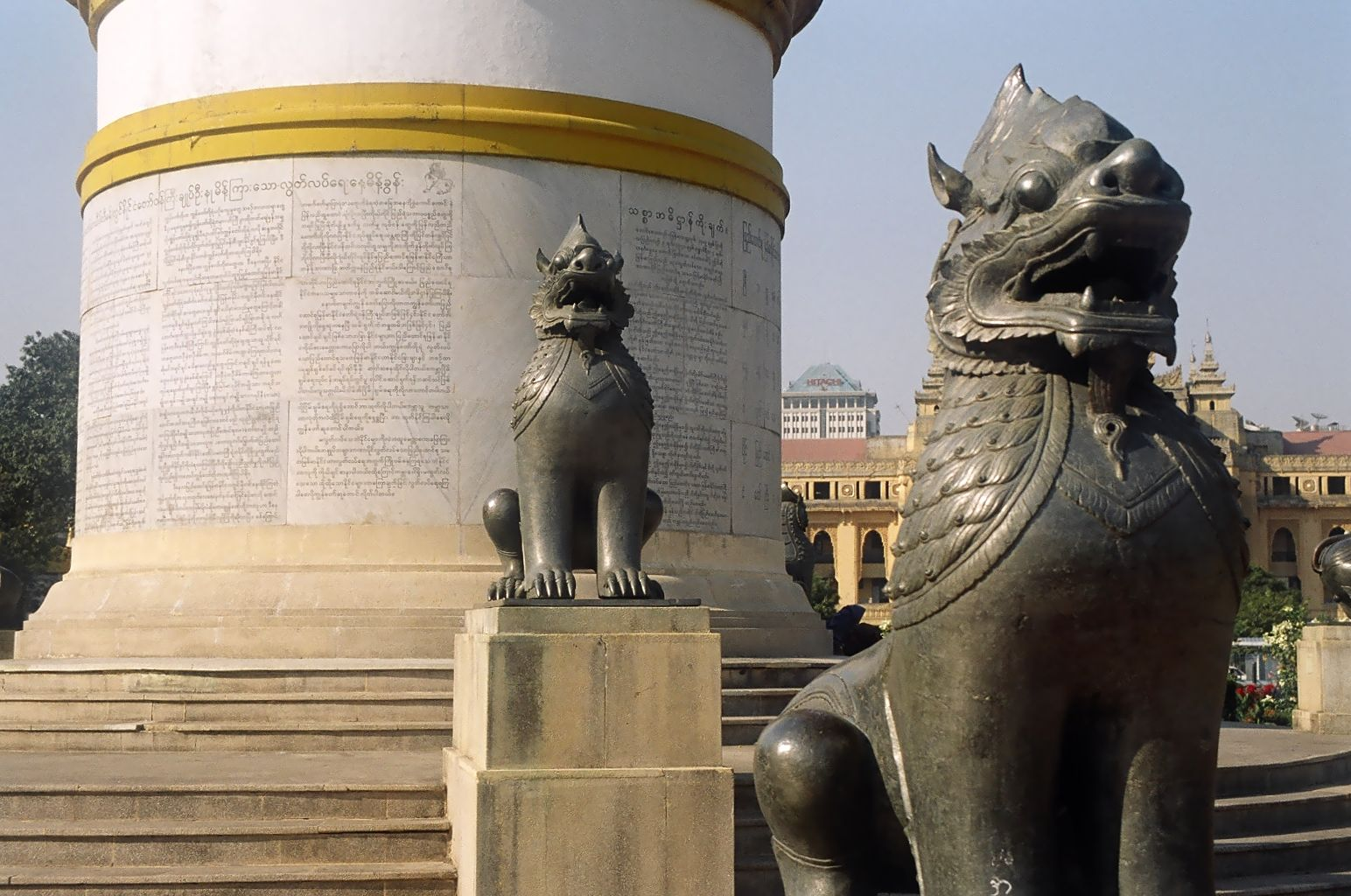
Eine Reihe von Chinthe umgeben den Umfang des Unabhängigkeitsdenkmals in Yangon.
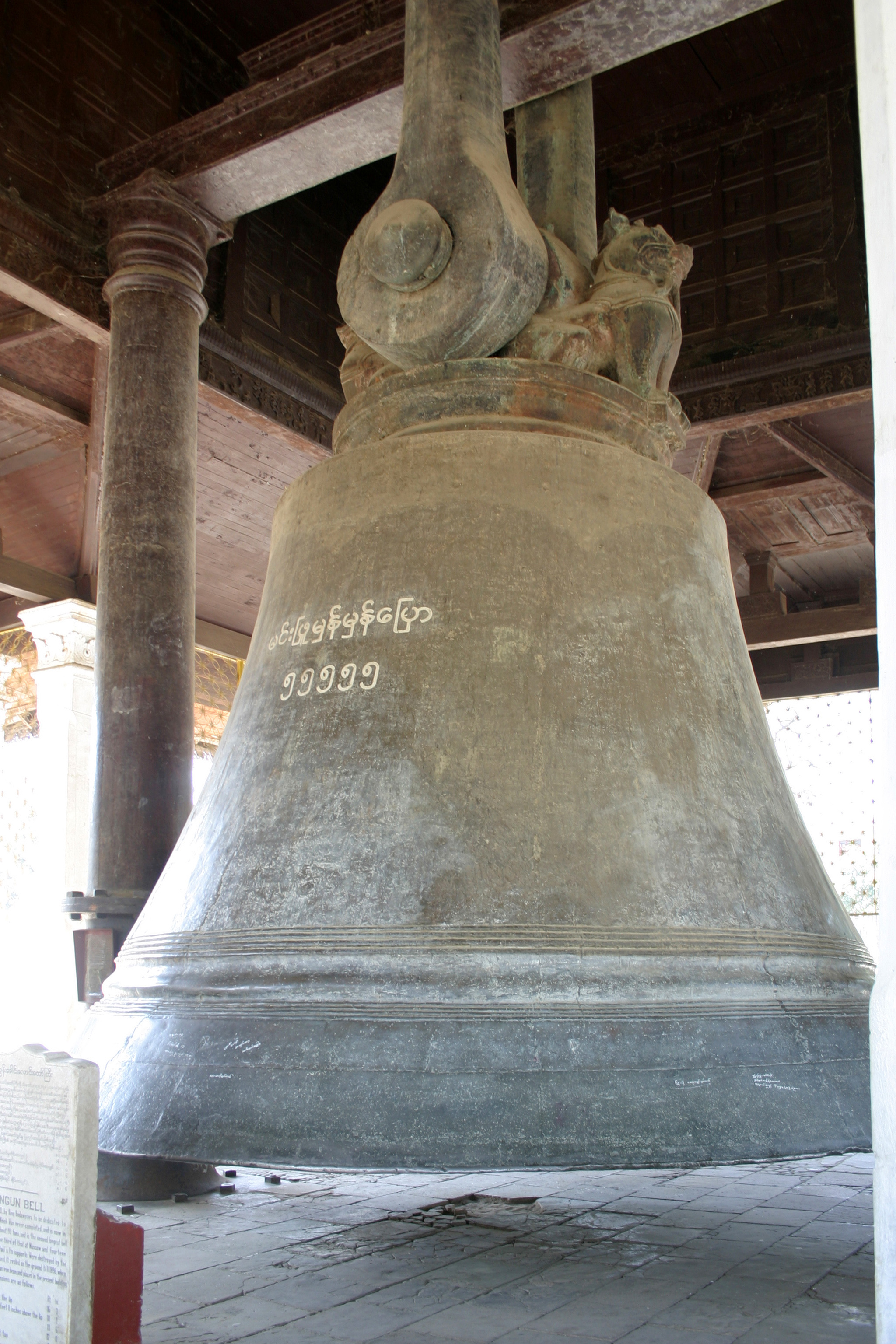
Chinthe werden häufig auf burmesischen Glocken dargestellt, auch auf der Mingun-Glocke.

## Manussiha

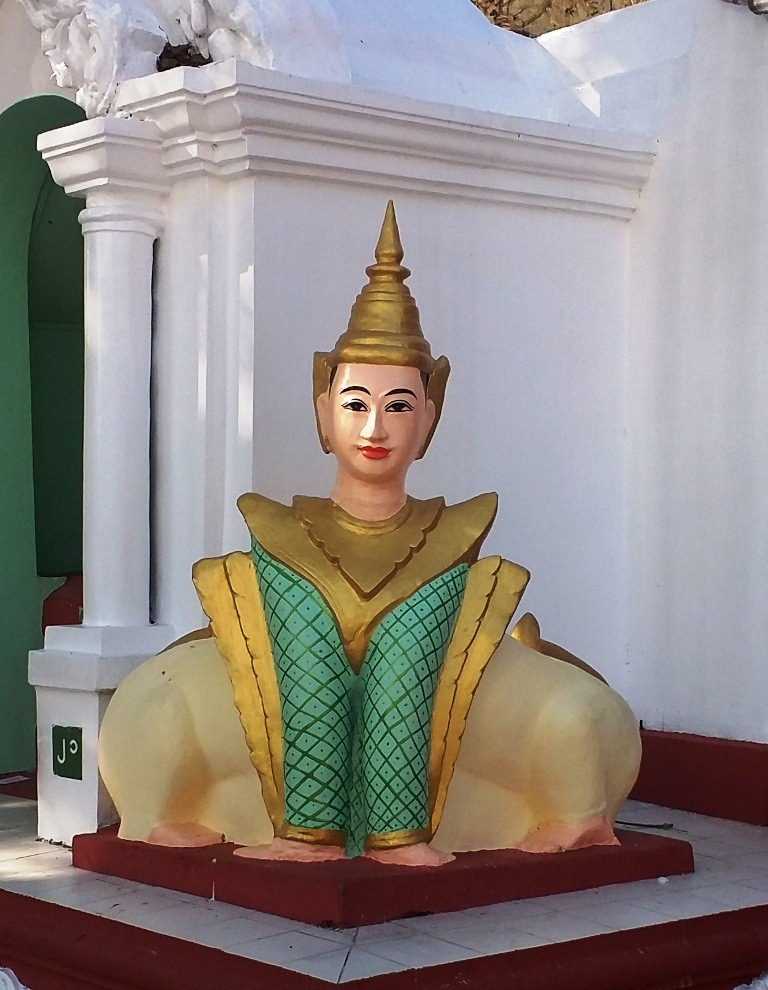
Manussiha

Die Manussiha (burmesisch: မနုဿီဟ} manothiha, Shan-Sprache: မၼုၵ်ႉသႉသီႇႁႃႉ manuk siha), eine Kombination aus Pali manussa (Mensch) und siha (Löwe) ist ein mythisches Halbmensch-Halblöwe-Symbol das für einen Wächter steht, der normalerweise die vier Ecken einer Pagode bewacht. Es hat einen menschlichen Kopf und Torso und ein Löwenhinterteil. Sie ist vergleichbar mit der Sphinx und der Hindu-Gottheit Narasimha.